# Болтирик Атыганулы
Болтирик Атыганулы (1870, а. Карабулак Кегенского района Алматинской области — 1928) — казахский акын.
Происходит из рода кызылборик племени албан Старшего жуза.
Ученик известного акына Куланаяка Кулмамбета. Участвовал в айтысах с Жамбылом и Майкотом и другими. Песня-толгау, посвящены национально-освободительному восстанию 1916 года в Каркаре, опубликован в журнале «Жаңа мектеп» (1926), в книге «16 жыл» (1936,1940). Основные темы стихов — проблемы воспитания, судьба народа. Произведения Болтирика опубликованы в сборнике. «Қазақ совет фольклоры» (1935), «Айтыс» (1 т., 1965), «Жамбыл» (1946). Стихи и песни Болтирика вышли в свет отдельными книгами «Азамат болсаң» (1993), «Ел жарыла көшкенде» (1998). Рукописи Болтирика хранятся в фонде редких книг ЦНБ Казахстана.

## Произведения
Рассказ о Каркаринском национально-освободительном восстании 1916 года был опубликован в книгах «Новый год в деревне» (1926, 1929 — 10) и «16 лет» (1936, 1940).
Некоторые стихи были опубликованы в сборниках «Казахский советский фольклор» (1935), «Айтыс» (1 том, 1965) и «Жамбыл» (1946). Он также известен как «Азамат» (1993), «В силе страны» (1998).
В 2001 году вышла книга «Сыновья семени».
Рукописи сочинений сочинений хранятся в редком фонде Центральной научной библиотеки Казахстана и в Центре рукописей Института литературы и искусства. Однако большинство его работ так и не были опубликованы.